# Като Дзюн
Като Дзюн (нар. 25 жовтня 1980) — колишній японський тенісист.
Найвищу одиночну позицію світового рейтингу — 367 місце досяг 28 липня 2003, парну — 121 місце — 3 травня 2004 року.

## Титули на челленджерах

### Парний розряд: (2)
| Ранг | Рік  | Турнір              | Покриття | Партнер        | Суперники                      | Рахунок       |
| ---- | ---- | ------------------- | -------- | -------------- | ------------------------------ | ------------- |
| 1.   | 2003 | Тольятті, Росія     | Тверде   | Александер Пея | Родольф Кадар Бенжамен Кассень | 7–6(9–7), 6–4 |
| 2.   | 2003 | Вальядолід, Іспанія | Тверде   | Лукаш Кубот    | Філіпп Мухометов Тріпп Філліпс | 4–6, 6–0, 6–1 |